# Villadia laxa
Villadia laxa es una especie de la familia de las crasuláceas, comúnmente llamadas, siemprevivas, conchitas o flor de piedra (Crassulaceae), dentro del orden Saxifragales en lo que comúnmente llamamos plantas dicotiledóneas, aunque hoy en día se agrupan dentro de Magnoliopsida. El nombre del género fue dado en honor al Dr. Manuel Villada (1841 – 1924), quien fuera médico, botánico y editor de las revistas “La Naturaleza”, la especie V. laxa, hace referencia a la forma de la inflorescencia.

## Clasificación y descripción
Planta de la familia Crassulaceae. Planta glabra. Raíces tuberosas, tallo basal hasta 6 cm de alto; hojas amontonadas lanceoladas, subuladas, subagudas, papilosas en el ápice, espolonadas en la base, hasta 3.5 cm de largo. Tallos florales de 1-3 dm de alto, inflorescencia en racimo o tirso laxo de 5-20 cm de alto, flores sésiles o con corto pedicelo; sépalos lanceolados subagudos, papilosos en la punta, de 2.5-3.5 mm de largo, corola rosa pálido, el tubo de 1 mm de largo, pétalos de 3 mm de longitud; ovario de 2.5 mm de alto, estilo de 0.5 mm de largo. Cromosomas n= 14.

## Distribución
Endémica de México en los estados de Sinaloa y Sonora, región montañosa. Localidad tipo: Sinaloa: 46 km al este de Tasajera.

## Ambiente
No se tienen datos sobre sus afinidades ecológicas.

## Estado de conservación
No se encuentra catalogada bajo algún estatus o categoría de conservación, ya sea nacional o internacional.